# Fiber Metal Laminates
I Fiber Metal Laminates (FML) sono materiali ibridi composti da strati alternati di sottili fogli di metallo e sottili strati di materiale composito. Molti sono i fattori che influenzano le caratteristiche di questa classe di materiali, la quale,
d'altro canto, garantisce una decisa versatilità, dovuta al fatto che gli attributi del metallo e della fibra sono ricombinabili, in numerosi modi, adattandosi così ai diversi impieghi, soprattutto in campo aeronautico e spaziale.

## Possibili combinazioni metallo - composito
Una di queste variabili è il tipo di lega di metallo da impiegare. Le più utilizzate in ambito industriale, per le loro caratteristiche di resistenza a fatica e di resistenza
statica, sono due leghe d'alluminio: la 2024-T3 (lega di Al il cui principale elemento di lega  è il Cu) e la 7076-T6 (principale elemento di lega Zn), rispettivamente.
Altri parametri di scelta sono ovviamente il tipo di fibra (carbonio, vetro o aramidica sono quelle impiegate tipicamente), il tipo di polimero da utilizzare come matrice per la fibra (termoplastico, termoindurente...), lo spessore dei vari strati (che chiameremo d'ora innanzi layers), l'orientamento delle fibre rispetto alla direzione del carico principale strato per strato, come per un composito classico.
Relativamente al tipo di fibra e di metallo utilizzati gli FML (acronimo classico per Fiber Metal Laminates) assumono diverse denominazioni:
- ARALL - (Aramidic Reinforced ALLuminium): Lamine di lega d'alluminio intervallate da strati di composito in fibra aramidica
- GLARE - (GLass REinforced Alluminium): Lamine di lega d'alluminio intervallate da strati di composito in fibra di vetro
- CARALL - (CArbon Reinforced ALLuminium): Lamine di lega d'alluminio intervallate da strati di composito in fibra di carbonio
- TiGr - (Titanium Graphite): Lamine di lega di titanio intervallate da strati di composito in fibra di carbonio

## Storia
L'utilizzo di compositi ibridi è un'idea che nacque negli anni '50, nei Paesi Bassi. Solo in seguito, verso la fine degli anni ‘70, tali materiali vennero utilizzati nell'industria aeronautica dalla tedesca Fokker, che, pur ottenendo buoni risultati nelle prove a fatica effettuate in laboratorio, fu costretta ad abbandonare la sperimentazione, a causa dell'insuccesso ottenuto nelle prove di volo. Negli anni seguenti, gli studi su questa tipologia di materiale furono effettuati dalla Delft University of Technology, la quale lavorò molto sullo studio degli spessori adeguati e della tipologia di matrice da utilizzare al fine di garantire un'adesione corretta fra metallo e composito. Il primo FML storicamente utilizzato fu l'ARALL, impiegato in un pannello ventrale d'ala del Fokker 27. Questa soluzione garantì un risparmio del 20% in peso del componente rispetto alla soluzione in alluminio. Lo sviluppo dell'ARALL fu poi interrotto a causa della sua scarsa resistenza a compressione ed incapacità di resistere a carichi fuori dell'asse delle fibre. La seconda generazione di FML, il GLARE, fu introdotta nel 1987 dalla AKZO (ora Structural Laminates Company (SLC)). Introducendo fibre in più direzioni, si fece in maniera tale che Il GLARE sopportasse meglio i carichi biassiali, e si migliorò il comportamento a compressione dell'FML, poiché le fibre di vetro hanno una resistenza migliore, sottoposte a compressione, rispetto alle fibre aramidiche.
FML di nuova concezione sono il CARALL e il TI-Gr, quest'ultimo sviluppato dalla Boeing.

## Caratteristiche meccaniche
Rispetto ai materiali "monolitici", e cioè costituiti da un unico blocco omogeneo, gli FML sembrano avere in maniera particolare migliori proprietà di resistenza a fatica, a causa degli esigui spessori che caratterizzano ciascun strato. Infatti per questi spessori (dell'ordine dei decimi di millimetro) si può parlare di condizione prevalente di "plane stress" (stato piano di tensione), condizione di sforzo favorevole alla crescita lenta di cricche di fatica. Unitamente a questo fenomeno, bisogna considerare anche quello di "crack bridging", e cioè la capacità del materiale in questione di trasferire il carico dalla lamina di metallo criccata ai corrispondenti strati di fibra, diminuendo così le tensioni all'apice della cricca, e rallentandone ancor di più la crescita. Un altro parametro importantissimo che regola le proprietà di resistenza a fatica di un FML è il grado di adesione degli strati di composito con il metallo. Una scarsa adesione provoca delaminazione, e cioè distacco dei layers di metallo da quelli di composito, un'adesione eccessiva al contrario ostacola il crack bridging, propagandosi la cricca all'interno della matrice del composito senza trasferire carico al metallo. Bisognerà tener conto dei moduli elastici dei due materiali, e quindi del grado di adesione adeguato al fine di garantire un'equa distribuzione del carico. Per garantire inoltre buona resistenza al "peel" e al taglio non si potrà superare una quantità di fibra in volume superiore al 50%, mentre essa dovrà comunque essere mantenuta elevata per garantire un'adeguata resistenza a fatica.

## Produzione e impieghi
La produzione degli FML può seguire la filosofia dei materiali metallici, e cioè si può procedere con la realizzazione di pannelli di laminato FML ottenuti "curando" (e cioè riscaldando in autoclave, in maniera tale da garantire la polimerizzazione della matrice, e l'adesione) insieme il metallo con gli strati di preimpregnato di fibra, e successivamente lavorando le lamiere con calandratura, per la singola curvatura, o stretch forming per la doppia curvatura. In questa maniera sono stati realizzati ad esempio alcuni pannelli di fusoliera in GLARE dell'Airbus A380. Con questa filosofia è possibile poi eseguire giunzioni fra lamiere ad esempio tramite rivettatura o incollaggio. Bisogna tener conto, in fase di lavorazione per calandratura o formatura a caldo o a freddo, dei differenti moduli elastici dei materiali che compongono l'FML, e che provocano ritorni elastici differenti lungo lo spessore.

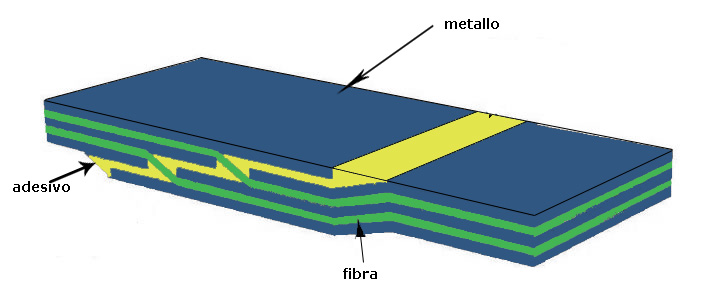
schema di un giunto tipo splice

 La filosofia da materiale composito prevede invece l'utilizzo per la produzione del metodo "Lay-up", che prevede la sovrapposizione di metallo già precedentemente formato, con strati di preimpregnato di materiale composito (e cioè fibre immerse in una matrice non ancora polimerizzata). Realizzato il pezzo tramite questo procedimento, si procede successivamente alla "cura" in autoclave. In questa maniera si possono superare anche le limitazioni dovute alle dimensioni massime delle lamiere di metallo in commercio, utilizzando la tecnica di giunzione "splice", tramite la quale si sovrappongono in maniera sfalsata gli strati di metallo e composito delle due lamiere.
Gli FML possono inoltre essere piegati e stampati come fossero delle lamiere di materiale standard, pur con qualche ulteriore attenzione alla delaminazione che può occorrere a causa dell'eccessiva deformazione locale, o alla rottura delle sottili lamine di metallo in corrispondenza di angoli particolarmente elevati.
Per la contornatura e la foratura, bisognerà utilizzare punte di trapano o dischi di fresa piuttosto duri, essendo la maggior parte delle fibre molto abrasive. Materiali adatti per gli utensili saranno quindi i cermets, o simili. Per queste lavorazioni bisognerà fare attenzione alla delaminazione che può avvenire sul bordo del foro, o sui bordi della lamina a causa di un disco di fresa troppo inclinato che causa il "peeling" del metallo dalla matrice (proprio come se fosse un dito che rimuove una pellicola di nastro adesivo). Waterjet cutting e laser cutting sono tecniche di taglio poco usate, a causa della scarsa finitura delle superfici risultante, che richiederebbe un ulteriore lavoro di finitura, e delle zone termicamente alterate rispettivamente.
Gli impieghi tipici di questi materiali sono in campo aeronautico e spaziale, a causa dei costi elevati di produzione.
In campo aeronautico si sono visti impieghi per pannelli di fusoliera e ventrali d'ala (ove è richiesta elevata resistenza a fatica),  o "toppe" di riparazione e pannelli di ispezione. In campo spaziale si possono realizzare ad esempio serbatoi in FML, a causa dell'elevata resistenza all'esplosione ed all'esposizione alla fiamma, essendo gli strati di fibra una naturale barriera. Intervallati con strati di kevlar sono stati prodotti anche scudi e carrozzerie per mezzi militari (CAV-ATD).